# Biển Nhật Bản

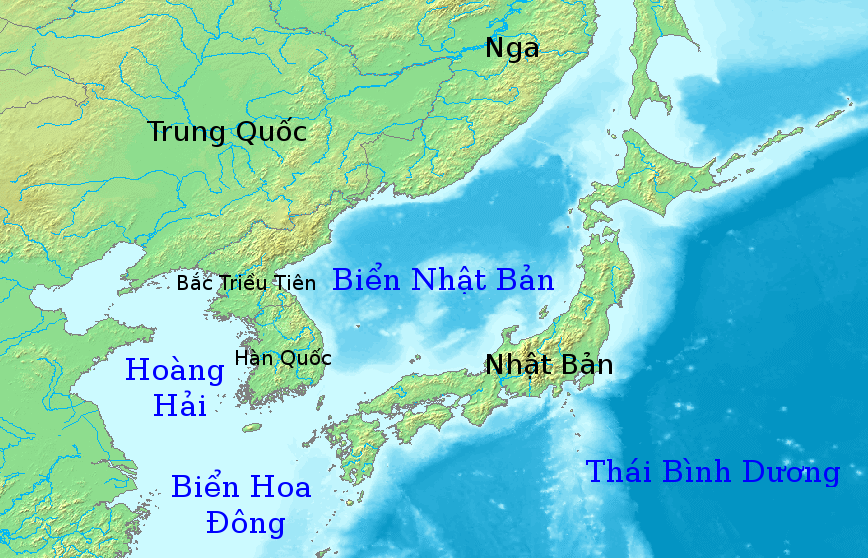
Biển Nhật Bản

Biển Nhật Bản hoặc "Đông Hải" theo cách gọi của Triều Tiên và Hàn Quốc là một vùng biển nằm ở Đông Á, biên giữa quần đảo Nhật Bản, Sakhalin, Bán đảo Triều Tiên và vùng đất liền của Nga. Quần đảo Nhật Bản ngăn cách biển với Thái Bình Dương. Giống như Địa Trung Hải, nó hầu như không có thủy triều do được bao bọc gần như hoàn toàn khỏi Thái Bình Dương. Sự cô lập này cũng ảnh hưởng đến đa dạng động vật và độ mặn, cả hai chỉ số này đều thấp hơn trong đại dương. Biển này không có các đảo lớn, các vịnh lớn hoặc các mũi đất. Cân bằng nước của nó chủ yếu được xác định bởi dòng chảy vào và ra qua các eo biển nối nó với các biển lân cận và Thái Bình Dương. Rất ít sông đổ ra biển này và tổng đóng góp của chúng vào việc trao đổi nước là trong vòng 1%.

## Địa lý
Phía Nam và Đông của biển là các đảo Honshu, Hokkaido và Kyushu thuộc Nhật Bản, phía Bắc là đảo Sakhalin thuộc Nga, phía Tây giáp với đất liền thuộc Nga, CHDCND Triều Tiên và Hàn Quốc. Biển thông ra Thái Bình Dương qua eo biển Triều Tiên ở phía Nam, eo biển Tsugaru (nằm giữa hai đảo Honshu và Hokkaido của Nhật Bản), eo biển La Perouse nằm giữa hai đảo Hokkaido và Sakhalin, cũng như eo biển Tatar ở phía Bắc.
Biển có diện tích khoảng 1.048.950 km², độ sâu trung bình là 1.752 m, nơi sâu nhất là 3.742 m. Biển có thể được chia làm ba lòng chảo: lòng chảo Nhật Bản ở phía Bắc có độ sâu lớn nhất, lòng chảo Yamato nằm ở phía đông nam và Tsushima ít sâu hơn nằm ở phía tây nam. Bờ biển của các hòn đảo phía đông rộng và khá phẳng, trái ngược với các bờ biển vùng đất liền, đặc biệt là vùng bờ biển bán đảo Triều Tiên, dốc, gồ ghề, nhiều vách đá.
Biển Nhật Bản mặc dù có khí hậu lạnh hơn so với Thái Bình Dương, nhưng lại thường mang đến không khí dịu mát cho quần đảo Nhật Bản.
Biển Nhật Bản không có nhiều các hòn đảo lớn. Hầu hết các hòn đảo nhỏ hơn tập trung ở gần bờ phía đông, trừ đảo Ulleungdo (Hàn Quốc). Những hòn đảo quan trọng trên biển gồm có đảo Sado, Tsushima, Ulleungdo, Liancourt, Hatsushima, Okushiri, Rebun và Rishiri.

## Kinh tế
Nghề cá là một ngành Kinh tế quan trọng của các vùng ven biển. Việc tranh chấp các khu vực đánh bắt là điều không tránh khỏi, mâu thuẫn đã nổ ra giữa Hàn Quốc và Nhật Bản xung quanh chủ quyền của mình trên Đảo Liancourt
Trong lòng biển cũng chứa các mỏ khoáng sản, nhưng quan trọng hơn đây là một tuyến đường giao thông hàng hải quan trọng của khu vực Đông Bắc Á.

## Tên gọi

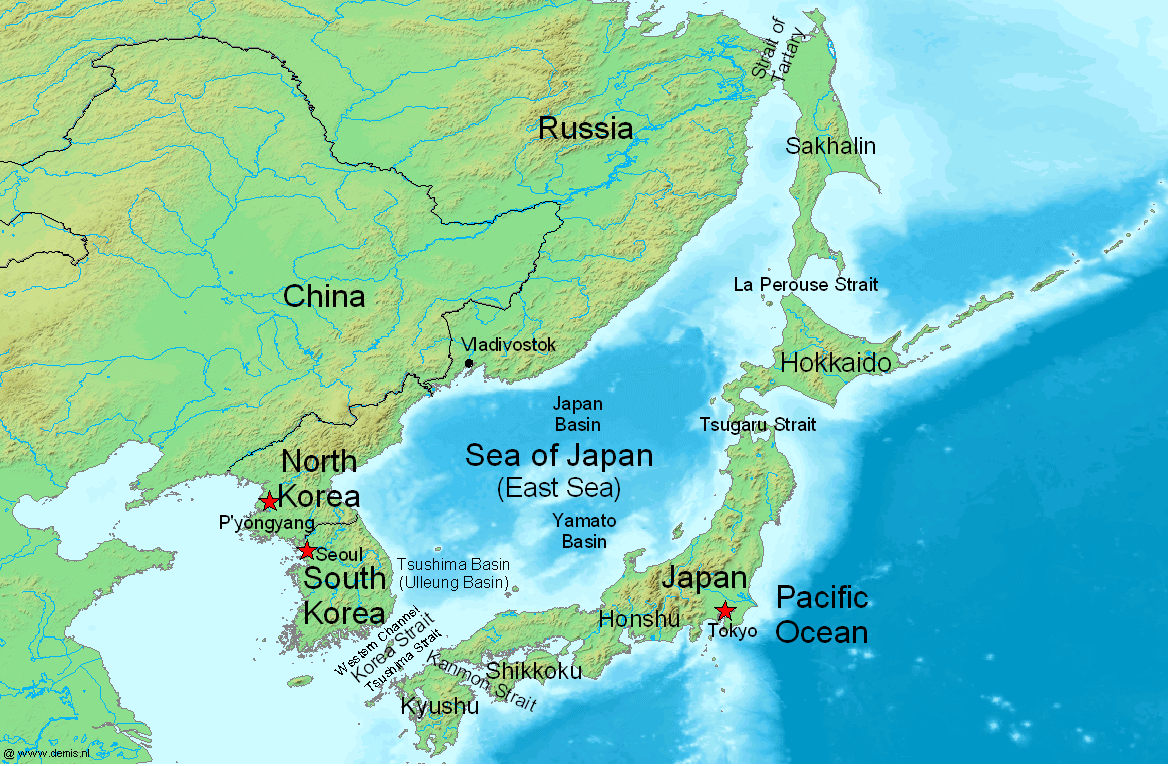
Biển Nhật Bản (Biển Đông) ; Sea of Japan (East Sea)

Trong khu vực mỗi nước lại đặt cho biển một cái tên khác nhau. Người Nhật gọi là Nihon-kai (Kanji hoặc Hanzi: 日本海, zh: Rìběn hǎi, hv: Nhật Bản Hải), có nghĩa là "biển Nhật Bản" hay tên nguyên là Jīnghǎi (鲸海, Hán-Việt: Kình Hải , nghĩa là biển Cá Voi) bởi người Trung Quốc; người Hàn Quốc gọi là Donghae (Hangeul: 동해, Hanja: 東海, Hán-Việt: Đông Hải); Bắc Triều Tiên thì sử dụng tên gọi là Chosŏn Tonghae (Chosŏn'gŭl: 조선동해, Hanja: 朝鮮東海, Hán-Việt: Triều Tiên Đông Hải); Nga sử dụng tên biển Nhật Bản (Япо́нское мо́ре Yapónskoye móre). Chính phủ Bắc Triều Tiên cũng như Hàn Quốc lập luận rằng, cái tên "biển Nhật Bản" bắt nguồn từ thời kì đô hộ của Nhật. Theo họ, tên "Đông Hải" ít ra cũng nên được đối xử ngang hàng, còn ở Triều Tiên thì lại ưa cái tên "biển Đông Triều Tiên" hơn.
Hiện nay, 97,2% các bản đồ quốc tế và các văn bản chỉ sử dụng tên gọi Biển Nhật Bản , số còn lại chủ yếu dùng cả tên Biển Nhật Bản và Biển Đông, thường với Biển Đông được liệt kê trong dấu ngoặc đơn hoặc được đánh dấu là một tên thứ cấp. Hoa Kỳ, Trung Quốc và Việt Nam và hầu hết các nước chỉ sử dụng tên gọi là biển Nhật Bản. Liên Hợp Quốc cũng sử dụng tên gọi biển Nhật Bản

## Tranh chấp
Vấn đề chính trong tranh chấp xoay quanh sự bất đồng về thời điểm tên "Biển Nhật Bản" trở thành tiêu chuẩn quốc tế. Nhật Bản tuyên bố thuật ngữ này đã trở thành tiêu chuẩn quốc tế ít nhất là từ đầu thế kỷ 19, trong khi Triều Tiên cho rằng thuật ngữ "Biển Nhật Bản" xuất hiện muộn hơn trong khi Hàn Quốc nằm dưới sự cai trị của Nhật Bản, và trước khi bị chiếm đóng, các tên khác như "Korean Sea" hoặc "East Sea" đã được sử dụng trong tiếng Anh. Vào năm 2012, Tổ chức Thủy văn Quốc tế (IHO), một tổ chức liên chính phủ duy trì một ấn phẩm liệt kê các giới hạn của đại dương và các khu vực biển trên khắp thế giới, đã từ bỏ một số nỗ lực gần đây nhất trong 25 năm qua để sửa đổi việc công bố tên biển. Điều này chủ yếu là do sự thiếu thống nhất giữa Triều Tiên và Nhật Bản về vấn đề đặt tên. Một nhóm tư vấn của IHO sẽ báo cáo về vấn đề này vào năm 2020. Vào tháng 9 năm 2020, IHO thông báo rằng họ sẽ áp dụng một hệ thống số mới chỉ định toàn bộ các biển và đại dương bao gồm cả Biển Nhật Bản bằng một bộ số nhận dạng kỹ thuật số, còn được gọi là "S-130" Vào tháng 11 năm 2020, IHO đã thông qua một đề xuất ủng hộ việc sử dụng riêng tên Biển Nhật Bản trong hải đồ chính thức.
"Sea of Japan" cũng là thuật ngữ chủ yếu được sử dụng trong tiếng Anh để chỉ biển, và tên trong hầu hết các ngôn ngữ châu Âu, nhưng đôi khi nó được gọi bằng các tên khác nhau ở các nước xung quanh.